# Sächsisches Tageblatt
Das Sächsische Tageblatt (ST) war die Tageszeitung der LDPD für die Bezirke Dresden, Leipzig und Karl-Marx-Stadt von 1946 bis 1990.

## Geschichte
Am 1. Februar 1946 erschien die erste Ausgabe des Sächsischen Tageblatts.
Zu den Gründern gehörte Johannes Dieckmann, später Präsident der Volkskammer. Die Redaktion hatte ihren Sitz am Wettiner Platz in Dresden in der vormaligen Sachsischen Landesdruckerei. Die Zeitung erschien zuerst viermal wöchentlich, später werktäglich. Es gab Bezirksausgaben in Dresden, Leipzig, Chemnitz (dann Karl-Marx-Stadt) und anfangs auch in Görlitz, in einer limitierten Auflage von 60.000 Exemplaren. Das Sächsische Tageblatt unterlag in den ersten Jahren der täglichen Vor-Zensur durch die sowjetische Militärverwaltung.
Die Redaktion in Leipzig, zuerst unter der Leitung von Gerhard Fischer (später Chefredakteur des Zentralorgans Der Morgen), wurde politisch maßgeblich von Manfred Gerlach (später LDPD-Vorsitzender) bestimmt.
Unter den wenigen Zeitungen, die durch eigenständige und teilweise oppositionelle Berichterstattung hervortraten, nahm das „Sächsische Tageblatt“ eine Spitzenstellung (neben der „Union“ der CDU) ein. So berichtete es 1950 als einzige Zeitung der DDR über die spektakuläre geschlossene Flucht der damals im Osten populärsten Fußballmannschaft, SG Friedrichstadt (früher Dresdner SC) mit dem späteren Bundestrainer Helmut Schön, in den Westen.
Die Redaktion war in diesen Jahren in ihrem Bemühen um einen unabhängigen Kurs stärksten Pressionen der Besatzungsmacht und danach der DDR-Machthaber ausgesetzt. Zwischen 1946 und 1954 wurden immer wieder Redakteure verhaftet.
Die Chefredaktion unterlag  einem häufigen Wechsel. Nach dem Volksaufstand vom 17. Juni 1953 setzte sich fast die gesamte Redaktionsführung in einer nächtlichen Aktion nach West-Berlin ab, nachdem es dem Ministerium für Staatssicherheit durch die Einschleusung ihres „Geheimen Mitarbeiters“ Günter Hegewald (Deckname „GM Hans“) in eine Dresdner LDP-Widerstandsgruppe gelungen war, auch das beim „Sächsischen Tageblatt“ von den Ressortleitern Heinz Rossig und Helmar Meinel geführte illegale Korrespondentennetz für den West-Berliner Sender RIAS zu enttarnen. Etwa zwölf Mitglieder der LDP-Gruppe, die Verbindungen zum Ostbüro der Freien Demokratischen Partei in West-Berlin unterhielten, konnten sich der Verhaftung nicht rechtzeitig entziehen und wurden in einem Schauprozess zu Zuchthausstrafen von bis zu 14 Jahren verurteilt. Dazu zählte in einem abgetrennten Verfahren auch der Leiter des Wirtschaftsressorts des „Sächsischen Tageblatts“, Rudolf Jordan-Bautzen.
Von den Abonnenten wurde die Zeitung auch nach der politischen Gleichschaltung in den 1950er Jahren als Alternative zu den im „Parteichinesisch“ gehaltenen Blättern der SED-Presse geschätzt. Das Bestreben der Redaktion war, nicht in den Verlautbarungsjournalismus zu verfallen, durch unpolitische Beiträge zu Problemen des täglichen Lebens in der DDR Lebenshilfe zu leisten und besonderes Gewicht auf die in Dresden vorrangig interessierenden kulturellen Themen zu legen. Dies wurde von den in der Regel aus dem früheren Mittelstand und der neuen Intelligenz stammenden Leserschaft bis zum Ende honoriert, auch wenn die redaktionelle Handlungsfreiheit durch von der LDPD-Parteileitung in Berlin vorgegebene Pflichtartikel und Argumentationsanweisungen zeitweilig stark eingeschränkt war. „Meine Meinung kommt um zwei Uhr aus Berlin!“ lautete dazu ein geflügeltes Wort der Redakteure.
Die Chefredaktion befand sich in den 1980er Jahren in Leipzig (?).
1989 stellte sich das Sächsische Tageblatt langsam auf die politischen Veränderungen in der DDR ein.
Am 31. Juli 1990 erschien die letzte Ausgabe. Danach wurden zusammen mit den „Sächsischen Neuesten Nachrichten“ die „Dresdner Neuesten Nachrichten“ geschaffen. Diesen schloss sich „Die Union“ im November 1991 an. In Leipzig erschien als Nachfolger vom 1. August 1990 bis zum 31. August 1991 das Leipziger Tageblatt.

### Weitere Verwendung des Namens
Unter dem Namen Sächsisches Tageblatt betreibt die BCS Broadcast Sachsen GmbH & Co. KG seit 2012 ein Online-Nachrichtenportal.

## Persönlichkeiten
Chefredakteure
In den ersten Jahren gab es einen häufigen Wechsel der Chefredakteure
- Ernst Scheiding, 1946–, erster Chefredakteur
- Wolfgang Scheiding, zweiter Chefredakteur, dessen Sohn
- Rudolf Zechmeister
- Herbert Winkler
- Heinz Haufe
- Christian Zeis, danach Kommunalpolitiker in Frankfurt am Main